# Augustinus Henricus van Haelst
Augustinus Henricus van Haelst (Verrebroek, 24 juni 1751 - Zuiddorpe, 27 december 1824) was een telg uit de familie Van Haelst en van 1795 tot 1797 de eerste maire van Zuiddorpe. 

## Jeugd
Augustinus Henricus van Haelst werd geboren en gedoopt op 24 juni 1751 te Verrebroek, in het toen Oostenrijkse deel van Vlaanderen. Zijn ouders waren Joannes Baptista Van Haelst (1697-1761), burgemeester en schepen te Verrebroek en Dorothea Picavet (1721-1789). Van Haelst was de tweede oudste van vier zonen, waarvan twee de volwassen leeftijd nooit bereikten. 

## Familie
Volgens J.A.G. Picavet kan men de familie Van Haelst als kleine landadel beschouwen en werden de leden van de familie in de polders rondom Verrebroek vaak aangeduid als de ‘baronnen’. In Vlaamse Stam van december 1995 schrijft C.B.J.A. Puylaert: “de familie van Haelst is een van de oudste en meest vooraanstaande grondbezittende landbouwfamilies uit het Waesland”. Feit is dat de familie Van Haelst vele burgemeesters heeft afgeleverd in de polderdorpen in het aan elkaar grenzende Belgische- en Nederlandse deel van Vlaanderen. 

## Huwelijken en kinderen
Hij huwde op 22 juni 1784 te Moerbeke-Waas met Maria Joanna De Vliegher (1753-1790) uit Koewacht en vestigde zich op een hofstede in de polder Oud-Zuiddorpe. Het stel kreeg samen vier kinderen. Na het overlijden van De Vliegher huwde Augustinus Henricus op 11 oktober 1791 te Overslag met Coleta Judoca d'Hert (1763-1800), uit dit huwelijk kwamen vijf kinderen voort. Nadat ook d'Hert overleed huwde Van Haelst op 19 juni 1801 te Zuiddorpe met Judoca Ijsebaert (1765-1812), waarmee hij opnieuw vier kinderen kreeg. In 1812 overleed zijn laatste vrouw waarna Van Haelst voor een derde maal weduwnaar werd.

## Burgemeester van Zuiddorpe
In de poortersboeken van Axel wordt hij officieel vermeld op 25 mei 1782, wat zijn relatief hoge status voor een eerste maal bevestigd. Van Haelst werd in 1795, kort na de inval van de Franse legers, 'aangewezen' als eerste agent municipal van Zuiddorpe. In 1808 werd een neef Modestus Cornelius van Haelst maire van Zuiddorpe. 
Zeeuws-Vlaanderen en dus ook Zuiddorpe was in 1794 in handen van de Fransen gevallen en deel geworden van het Scheldedepartement met Gent als prefectuur. Het viel dus rechtstreeks onder de Franse Republiek en later, vanaf 1804, het 'Empire' van Napoleon Bonaparte en was geen onderdeel van het koninkrijk Holland, waar Louis Napoleon koning was.
In gemeenten onder de 5000 inwoners werden geen verkiezingen gehouden. De maire en de gemeenteraad werden door de prefect aangewezen. De ‘maires’ moesten aan enkele voorwaarden voldoen: 21 jaar zijn, een beroep uitoefenen en een directe belasting betalen die overeenkwam met minimaal drie arbeidsdagen in de landbouw.

## Overlijden en begrafenis
Van Haelst overleed op 27 december 1824 in zijn woning te Zuiddorpe op 73-jarige leeftijd. Hij werd op 28 december begraven in het familiegraf naast de ingang van de Onze-Lieve-Vrouw-ten-Hemelopnemingskerk te Zuiddorpe.